# Wkra
A Wkra folyó Lengyelország északkeleti részén található. A Narew folyó egyik mellékfolyója. A folyó hossza 249 kilométer, mely 5322 négyzetkilométernyi terület felszíni vizeit gyűjti össze. Egyik mellékfolyója a Łydynia. 

## Települések a folyó mentén
- Bieżuń
- Radzanów
- Strzegowo
- Glinojeck
- Sochocin
- Joniec
- Pomiechówek
- Nowy Dwór Mazowiecki

## Fordítás
Ez a szócikk részben vagy egészben  a   Wkra című angol Wikipédia-szócikk ezen változatának fordításán alapul.  Az eredeti cikk szerkesztőit annak laptörténete sorolja fel. Ez a jelzés csupán a megfogalmazás eredetét és a szerzői jogokat jelzi, nem szolgál a cikkben szereplő információk forrásmegjelöléseként.